# Tagajõe
Tagajõe − wieś w Estonii, w prowincji Virumaa Wschodnia, w gminie Tudulinna.